# Regeringen Kristrún Frostadóttir
Regeringen Kristrún Frostadóttir är Islands nuvarande regering sedan 21 december 2024. Det är en koalitionsregering bestående av tre partier: Samlingsfronten, Viðreisn och Flokkur fólksins (Folket). Statsminister är Kristrún Frostadóttir, som är Islands tredje kvinnliga statsminister och vid sitt tillträdande den yngsta personen i landets historia att inneha ämbetet. Ministären består av elva personer.

## Formation
Efter Alltingsvalet 2024 fick Kristrún Frostadóttir uppdraget att bilda en ny regering. Hon valde då att ingå i en koalitionsregering bestående av partierna  Regeringen bildades av Samlingsfronten, Viðreisn och Flokkur fólksins (Folket). Tillsammans har partierna 36 av 63 mandat i Alltinget, och därmed stöd av en majoritet av dess ledamöter.

## Ministären
* Statsminister eller departementschef
| Titel                                        | Namn | Namn                              | Tillträdde       | Avgick                      | Parti                                                     |
| -------------------------------------------- | ---- | --------------------------------- | ---------------- | --------------------------- | --------------------------------------------------------- |
| Statsminister                                |      | Kristrún Frostadóttir*            | 21 december 2024 | innehar fortfarande ämbetet | Samfylkingin                                              |
| Utrikesminister                              |      | Þorgerður Katrín Gunnarsdóttir    | 21 december 2024 | innehar fortfarande ämbetet | Viðreisn                                                  |
| Social- och bostadsminister                  |      | Inga Sæland                       | 21 december 2024 | innehar fortfarande ämbetet | [[Flokkur fólksins\|Mall:Flokkur fólksins/meta/kortnamn]] |
| Finansminister                               |      | Daði Már Kristófersson            | 21 december 2024 | innehar fortfarande ämbetet | Viðreisn                                                  |
| Transport- och kommunminister                |      | Eyjólfur Ármannsson               | 21 december 2024 | innehar fortfarande ämbetet | [[Flokkur fólksins\|Mall:Flokkur fólksins/meta/kortnamn]] |
| Miljö-, energi- och klimatminister           |      | Jóhann Páll Jóhannsson            | 21 december 2024 | innehar fortfarande ämbetet | Samfylkingin                                              |
| Kultur-, innovations- och forskningsminister |      | Logi Már Einarsson                | 21 december 2024 | innehar fortfarande ämbetet | Samfylkingin                                              |
| Utbildnings- och barnminister                |      | Ásthildur Lóa Þórsdóttir          | 21 december 2024 | innehar fortfarande ämbetet | [[Flokkur fólksins\|Mall:Flokkur fólksins/meta/kortnamn]] |
| Hälsominister                                |      | Alma Möller                       | 21 december 2024 | innehar fortfarande ämbetet | Samfylkingin                                              |
| Justitieminister                             |      | Þorbjörg Sigríður Gunnlaugsdóttir | 21 december 2024 | innehar fortfarande ämbetet | Viðreisn                                                  |
| Näringsminister                              |      | Hanna Katrín Friðriksson          | 21 december 2024 | innehar fortfarande ämbetet | Viðreisn                                                  |